# Ляньюнь
Лянью́нь (кит. упр. 连云, пиньинь Liányún) — район городского подчинения городского округа Ляньюньган провинции Цзянсу (КНР). Название района происходит от слов «остров Дунсилянь и гора Юньтай».

## История
После Синьхайской революции эти земли в 1912 году оказались в составе новосозданного уезда Гуаньюнь (灌云县). В 1935 году решением правительства Китайской республики на смежных частях уездов Дунхай и Гуаньюнь был создан город Ляньюнь (连云市).
После образования КНР район Юньтай и города Ляньюнь и Синьхай были объединены в ноябре 1949 года в город Синьхайлянь (新海连市) провинции Шаньдун, а в этих местах был создан район Ляньюнь.
1 января 1953 года город Синьхайлянь был передан в состав провинции Цзянсу, где вошёл в состав Специального района Сюйчжоу (徐州专区); в 1961 году Синьхайлянь был переименован в Ляньюньган. В марте 1958 года район Ляньюнь был ликвидирован, а его земли перешли в ведение Ляньюньганского бюро (连云港办事处), однако в октябре 1969 года район Ляньюнь был создан вновь.
В 2001 году был расформирован район Юньтай (云台区), и ранее находившиеся под его юрисдикцией 3 посёлка и 1 уличный комитет были переданы в состав района Ляньюнь.

## Административное деление
Район делится на 12 уличных комитетов и 1 волость.